# 山根明
山根 明（やまね あきら、1939年〈昭和14年〉10月12日 - 2024年〈令和6年〉1月31日）は、日本のボクシング指導者。2011年から日本ボクシング連盟会長を務め、2012年には終身会長となったが、2018年に辞任した。アマチュアボクシング界の重鎮としても知られる。

## 人物・来歴
出生時の本名は文甲明（ムン・ガムミョン, 朝: 문갑명）。在日韓国人として堺市で生まれる。5歳で母親の故郷の釜山市に渡った後、朝鮮戦争勃発により父に会いたいという理由もあり10歳で密入国して日本に戻った。初体験は13歳。27歳まで無国籍者であったという。1980年4月、日本国籍を取得。
「アマチュアボクシング不毛の地」といわれた奈良県を「ボクシング王国」とよばれるまでに引き上げ、同県出身の辻本和正などの五輪代表選手を育成した。大阪商業大学ボクシング部ヘッドコーチ、大阪経済大学ボクシング部監督、2000年シドニーオリンピックの日本選手団ボクシング競技監督を歴任した。
1991年日本ボクシング連盟理事、1995年-2002年世界アマチュアボクシング連盟常務理事、2010年日本ボクシング連盟副会長を経て、2011年2月、会長に就任。2012年10月、理事会全員一致で「終身会長」となった。2013年には村田諒太のプロ転向に際し、転向には連盟の承認を必要とすることや、所属することになるジムに移籍金を連盟に支払わせるルールを明確化させ、物議を醸した。
学校法人日本大学第12代理事長の田中英壽と親交があり、2011年頃から日本大学櫻門ボクシング会常任顧問を務め、2018年4月日本大学客員教授に就任した。
夕刊フジの取材で暴力団の元組長に約58年前に「俺の舎弟や」と言われて親交を続けたことを認めた。

### 辞任
2018年6月19日、都道府県連盟有志による「日本ボクシングを再興する会」が、山根に対する「退会要求書」への賛同を募っていることが明らかとなった
。7月27日、都道府県連盟関係者・大学ボクシング部や全国高等学校体育連盟の関係者・元オリンピック代表選手など333人から告発を受け、「アスリート助成金の不正流用の教唆および隠蔽」「試合用グローブ等の不透明な独占販売」「公式試合における組織的な審判不正」「山根会長の暴行疑惑」など13項目を指摘した告発状が日本オリンピック委員会・日本スポーツ協会・文部科学省・スポーツ庁・日本スポーツ振興センターなどに送付された。この中には「奈良判定」と呼ばれる奈良県出身者に有利になる、不正なジャッジがあり、試合に介入した疑惑も取り沙汰された。7月30日、ボクシング連盟は公式ウェブサイトに「事実と異なる部分が多くある」などとする反論文を掲載した。
しかしこの反論でも事態は沈静化せず、地方ボクシング連盟支部からも辞任を求める声が上がった。
2018年8月8日、日本ボクシング連盟の会長および理事を辞任することを表明し、8月15日には同連盟傘下の関西ボクシング連盟と奈良県ボクシング連盟の役職からも退くことを表明した。山根は疑惑について認めていない。「日本ボクシングを再興する会」は、同日山根除名と全理事解任を要求した。「奈良判定」はこの年のユーキャン新語・流行語大賞の最終候補30の一つにノミネートされ、山根は不快感を示している。最終的にはトップテンのひとつに入選している。
2018年12月15日、日本ボクシング連盟は、山根および息子の山根昌守元理事などを除名処分とする方針を決め、2019年2月の総会で正式に承認された。
2018年末以降はテレビのバラエティ番組に多数出演している。
2019年2月10日、日本ボクシング連盟は、都内の総会で、審判の不正や助成金の流用などの問題で山根明ら当時の幹部三人を除名すると正式に決定。これで山根は各都道府県連盟にも復帰できなくなり、事実上の永久追放が確定した。　

### WYBC
2019年9月3日、プロボクシング新団体「ワールド・ヤマネ・ボクシング・チャンピオンシップ（WYBC）」設立を発表。9月29日、京都KBSホールにて初興行を開催し、WSCS、WNFC両プロ格闘技連盟によるグラップリング、キックボクシング、ボクシングの各試合を組み合わせた興行として、メインイベントでWSCSヘビー級王者高橋知哉がWNFC同級王者ダニエル・ハットに勝利し、WYBC世界ヘビー級の初代王者に認定した。

### 死去
2024年1月31日午前3時50分ごろ、大阪市内の病院で肺がんのため死去。84歳没。

## 執筆

### 著書
- 男 山根 「無冠の帝王」半生記（2019年3月20日 双葉社）ISBN 978-4575314359

### 連載
- 山根明元会長のノックアウト人生相談（「週刊大衆」2018年11月19日号[30] - 2023年5月8日・15日号）

## 受賞
- ビートたけしのエンターテインメント賞・第19回（2019年）話題賞[31]

## CD
- 男山根が風を切る（2020年5月10日）作詞：山根明、作曲・編曲・歌：宇野山和夫[32][33]

## 出演

### Vシネマ
- GOKU・OH 極王 1 - 5（2019年 - 2020年） - 大東亜連合会会長 笹峯芳雄